# 固有状態熱化仮説
固有状態熱化仮説（こゆうじょうたいねつかかせつ、英: eigenstate thermalization hypothesis; ETH）とは、孤立量子系が平衡統計力学を用いてよい精度で記述できるのは何故かを説明するための、量子力学における一連の仮説である。
特に、初期状態では熱力学的平衡状態から離れている系が時間発展とともに平衡状態へ緩和（熱平衡化）するのかを理解するために、ETH が検討されている。
“eigenstate thermalization” という言葉はマーク・スレドニキが1994年に最初に用いたが、概念そのものは例えば、1991年にジョシュ・ドイチュが類似した仮説を導入していた。
ETH の基本的な思想は、古典力学で行われたように、熱力学系のエルゴード性を動的カオスの機構によって説明するのではなく、量子系の個々のエネルギー固有状態に対するオブザーバブルの行列要素の性質を検討すべきであるという考えに基づいている。

## 動機
統計力学において、ミクロカノニカルアンサンブルは特別なアンサンブルであり、エネルギーが既知で平衡状態に達していると考えられる孤立系に対して、孤立系に行った実験の結果の予測に用いられる。
ミクロカノニカルアンサンブルは次のような仮定に基づく：平衡状態に達した系を調べる際、全エネルギーが等しいどの微視的状態も、それが見出される確率は等しい。
この仮定に基づき、そのオブザーバブルのアンサンブル平均は、等しい全エネルギーを持つすべての微視的状態 {\displaystyle i} に対する物理量 {\displaystyle A_{i}} の算術平均となる：
{\displaystyle {\bar {A}}_{\mathrm {classical} }={\frac {1}{N}}\sum _{i=1}^{N}A_{i}}
この量は、そのエネルギーを除いて、いかなる初期状態にも依存していない。
エルゴード性の仮定は古典力学において、一般にカオス系が位相空間上の等しい体積に等しい時間だけ滞在することから、動的カオスの結果として強く動機付けられている。 
孤立した古典カオス系を用意し、その位相空間上のある領域に置いたとして、系を時間発展させれば、（エネルギー保存の法則など）少数の保存則のみに従って、位相空間全体を標本するだろう。与えられた系がエルゴード的であるという主張が正当化できれば、このメカニズムによってなぜ統計力学が良い予測を与えるかを説明できる。例えば、剛体球気体はエルゴード性を持つことが厳密に証明されたモデルの一つである。
この主張は量子系の場合にそのまま拡張できるものではない。それは仮に古典カオス系に類似した系であっても、量子系の時間発展はヒルベルト空間上の与えられたエネルギーに対応する状態ベクトルを一様に標本しないためである。 
時刻ゼロにおける状態をエネルギー固有状態を基底に展開すると、
{\displaystyle |\Psi (0)\rangle =\sum _{\alpha }c_{\alpha }|E_{\alpha }\rangle ,}
物理量 {\displaystyle {\hat {A}}} の期待値は以下のように表される：
{\displaystyle \langle {\hat {A}}\rangle _{t}\equiv \langle \Psi (t)|{\hat {A}}|\Psi (t)\rangle =\sum _{\alpha ,\beta }c_{\alpha }^{*}c_{\beta }A_{\alpha \beta }e^{-i\left(E_{\beta }-E_{\alpha }\right)t/\hbar }.}
{\displaystyle E_{\alpha }} が不整合であっても、期待値の長時間平均は以下の対角項の和として与えられ、
{\displaystyle \langle {\hat {A}}\rangle _{t}{\overset {t\to \infty }{\approx }}\sum _{\alpha }\vert c_{\alpha }\vert ^{2}A_{\alpha \alpha },}
期待値は恒久的に初期状態の知識を係数 {\displaystyle c_{\alpha }} の形で保持し続ける。
したがって原理上は、任意の初期状態を出発点とする孤立量子系が熱力学的平衡状態に近しい、ごく少数の物理量さえあれば系の振る舞いを予測できるような状態へ緩和するかどうかは未解決の問題である。
しかし、低温原子気体に関する様々な実験において、実験系は非常に良い近似で環境から孤立していると見なせ、幅広いクラスの初期状態から実際に系が熱的緩和することが観測されている。 
固有状態熱化仮説の主たる目的は、この実験的に示されている、平衡統計力学の孤立量子系への適用の妥当性に説明を果たすことである。

## 主張
孤立量子多体系について考える。
ここで「孤立」とは外界との相互作用がない（あるいは無視できる）ことを意味する。系のハミルトニアンを {\displaystyle {\hat {H}}} と書けば、ハミルトニアンの固有状態は完全系をなす。
{\displaystyle {\hat {H}}|E_{\alpha }\rangle =E_{\alpha }|E_{\alpha }\rangle .}
ここで {\displaystyle |E_{\alpha }\rangle } はハミルトニアンの固有値 {\displaystyle E_{\alpha }} の固有状態である。
以下、これらの状態を単に「エネルギー固有状態」 と呼ぶことにする。
簡単のため、対象とする系はエネルギー準位の縮退がなく、系は有限の領域に束縛されているものとする。したがって、エネルギー固有値のスペクトルは縮退がなく離散的になる（この仮定は不合理なものではない。実際の実験系では、充分無秩序かつ強い相互作用を持つため、ほとんどすべての縮退は解かれ、また系のサイズは限られているためである）。こうすることで、エネルギー固有状態をエネルギー固有値について小さい順にラベル付けできるようになる。
加えて、熱平衡での振る舞いを調べたい他の量子力学的な物理量 {\displaystyle {\hat {A}}} を考える。エネルギー固有状態を基底とすれば、この演算子の行列要素は次のように書ける：
{\displaystyle A_{\alpha \beta }\equiv \langle E_{\alpha }|{\hat {A}}|E_{\beta }\rangle .}
物理量 {\displaystyle {\hat {A}}} の初期状態における期待値が、対象とするエネルギースケールにおけるミクロカノニカルアンサンブルから予測した値から大きく離れているとする（初期状態は互いに充分近い準位のエネルギー固有状態の重ね合わせであると仮定する）。
固有状態熱化仮説（ETH）は、以下の条件を満たす任意の初期状態について、物理量 {\displaystyle {\hat {A}}} の期待値がミクロカノニカルアンサンブルによる予測値へ向かって時間とともに収束し、以後その値の周りをわずかにゆらぎ続けることを主張する：
1. 対角成分 {\displaystyle A_{\alpha \alpha }} はエネルギーの関数として滑らかに変化し、隣接する対角成分との差 {\displaystyle A_{\alpha +1,\alpha +1}-A_{\alpha ,\alpha }} は系のサイズに従って指数関数的に小さくなる
2. 非対角成分 {\displaystyle A_{\alpha \beta },\,(\alpha \neq \beta )} は対角成分に比べて充分小さく、また系のサイズに従って指数関数的に小さくなる

これらの条件は以下のように書ける：
{\displaystyle A_{\alpha \beta }\simeq {\overline {A}}\delta _{\alpha \beta }+{\sqrt {\frac {\overline {A^{2}}}{\mathcal {D}}}}R_{\alpha \beta },}
ここで {\displaystyle {\overline {A}}} および {\displaystyle {\overline {A^{2}}}} はエネルギーを引数とする滑らかな関数、{\displaystyle {\mathcal {D}}=e^{sV}} は多体ヒルベルト空間の次元、{\displaystyle R_{\alpha \beta }} は平均ゼロかつ単位分散を持つ確率変数である。
逆に、量子多体系が ETH を満たすなら、任意の局所演算子のエネルギー固有状態を基底とする行列表示は上記の仮設に従うと期待される。

## 対角アンサンブルとミクロカノニカルアンサンブルの等価性
演算子 {\displaystyle {\hat {A}}} の期待値の長時間平均を次のように定義できる：
{\displaystyle {\overline {A}}\equiv \lim _{\tau \to \infty }{\frac {1}{\tau }}\int _{0}^{\tau }\langle \Psi (t)|{\hat {A}}|\Psi (t)\rangle ~dt.}
期待値の時間発展をあらわに書けば、以下のように書き換えられる：
{\displaystyle {\overline {A}}=\lim _{\tau \to \infty }{\frac {1}{\tau }}\int _{0}^{\tau }\left[\sum _{\alpha ,\beta =1}^{D}c_{\alpha }^{*}c_{\beta }A_{\alpha \beta }e^{-i\left(E_{\beta }-E_{\alpha }\right)t/\hbar }\right]~dt.}
積分の部分は計算できて、以下の結果が得られる：
{\displaystyle {\overline {A}}=\sum _{\alpha =1}^{D}|c_{\alpha }|^{2}A_{\alpha \alpha }+i\hbar \lim _{\tau \to \infty }\left[\sum _{\alpha \neq \beta }^{D}{\frac {c_{\alpha }^{*}c_{\beta }A_{\alpha \beta }}{E_{\beta }-E_{\alpha }}}\left({\frac {e^{-i\left(E_{\beta }-E_{\alpha }\right)\tau /\hbar }-1}{\tau }}\right)\right].}
2番目の和の各項は無限大の極限を取ることで減衰していく。2番目の和に含まれる、異なる指数項の間の位相の干渉性がこの減衰に匹敵するほど大きくはなり得ないと仮定すれば、第2項は無限大の極限でゼロに収束し、期待値の長時間平均は以下より与えられる：
{\displaystyle {\overline {A}}=\sum _{\alpha =1}^{D}|c_{\alpha }|^{2}A_{\alpha \alpha }.}
この物理量 {\displaystyle {\hat {A}}} の時間平均に関する予測を対角アンサンブル (diagonal ensemble) における予測値と呼ぶ。 対角アンサンブルの最も重要な点は、系の初期状態にあらわに依存し、系のすべての情報を保持しているように見えることである。対照的に、ミクロカノニカルアンサンブルでの予測値は、系の平均エネルギーを中心とするある範囲に固有値が含まれる、すべてのエネルギー固有状態について等しい重みで平均をとったものである：
{\displaystyle \langle A\rangle _{\text{mc}}={\frac {1}{\mathcal {N}}}\sum _{\alpha '=1}^{\mathcal {N}}A_{\alpha '\alpha '},}
ここで {\displaystyle {\mathcal {N}}} は適当なエネルギー範囲に含まれる固有状態の数であり、和の添字に付いたプライムは、添字の動く範囲がこのミクロカノニカルアンサンブルの範囲に限定されることを示している。
ミクロカノニカルアンサンブルからの予測は、対角アンサンブルと異なり、初期状態にまったく依存していない。そのため、ミクロカノニカルアンサンブルがなぜ様々な物理系について観測量の長時間平均の振る舞いを良く説明できるかは明らかではない。
しかし、行列の対角項 {\displaystyle A_{\alpha \alpha }} が適当なエネルギー範囲上で実質的に定数として振る舞い、充分に小さなゆらぎしか持たないと仮定すると、対角項を定数 {\displaystyle A} で置き換え、和の外に出すことができる。そうすることで、対角アンサンブルの予測値は単にこの定数に等しくなる：
{\displaystyle {\overline {A}}=\sum _{\alpha =1}^{D}|c_{\alpha }|^{2}A_{\alpha \alpha }\approx A\sum _{\alpha =1}^{D}|c_{\alpha }|^{2}=A.}
ここで初期状態は適当に規格化されているものとし、規格化条件によって係数和を消去した。
同様にミクロカノニカルアンサンブルの予測値も以下のように書き換えられる：
{\displaystyle \langle A\rangle _{\text{mc}}={\frac {1}{\mathcal {N}}}\sum _{\alpha '=1}^{\mathcal {N}}A_{\alpha '\alpha '}\approx {\frac {1}{\mathcal {N}}}\sum _{\alpha '=1}^{\mathcal {N}}A=A.}
したがって、2つのアンサンブルの予測値は一致する。
対角項 {\displaystyle A_{\alpha \alpha }} が小さなエネルギー範囲の中で定数として振る舞うことは、ETH の基本的な考えである。特に、単一のエネルギー固有状態における {\displaystyle {\hat {A}}} の期待値は、対応するエネルギー準位のミクロカノニカルアンサンブルの平均に等しいことに注意しよう。このことは、動的エルゴード性による基礎づけとは根本的に異なったやり方で、量子統計力学の基礎を構成している。

## 検証
小さな格子系での様々な数値的な研究から、熱化が期待される相互作用系について固有状態熱化仮説 (ETH) の予測が恐らく正しいことが確認されている。 
同様に、可積分系について ETH に従わない傾向があることが確認されている。
また、強く励起されたエネルギー固有状態の性質に関するいくつかの仮定の下、解析的な結果が得られている。スレドニキの1994年の ETH の論文では特に、断熱壁に囲まれた量子剛体球気体の例が研究されている。剛体球気体は古典的なカオスを示す系としてよく知られている。 
充分高いエネルギーを持つ状態について、ベリー予想（Berry's conjecture）によれば、剛体球気体のエネルギー固有状態の波動関数はランダムな位相と正規分布した振幅を持つ平面波の重ね合わせとして振る舞う（厳密な設定に関してはスレドニキの論文を参照）。
以上の仮定の下、粒子数が充分大きい熱力学極限において、個々の区別できる粒子に対する運動量の分布関数はマクスウェル＝ボルツマン分布に等しくなる：
{\displaystyle f_{\rm {MB}}\left(\mathbf {p} ,T_{\alpha }\right)=\left(2\pi mkT\right)^{-3/2}e^{-\mathbf {p} ^{2}/2mkT_{\alpha }}.}
ここで {\displaystyle \mathbf {p} } は粒子の運動量、{\displaystyle m} は粒子の質量、{\displaystyle k} はボルツマン定数。また、{\displaystyle T_{\alpha }} は固有状態 {\displaystyle \alpha } に対応する「温度」であり、エネルギー固有値に対して以下の理想気体の状態方程式を満たすように定義される：
{\displaystyle E_{\alpha }={\frac {3}{2}}NkT_{\alpha }.}
ここで {\displaystyle N} は気体の粒子数である。ミクロカノニカルアンサンブル（またはカノニカルアンサンブル）から導かれる予測に一致するようなオブザーバブルの値が、一つのエネルギー固有状態から得られるという点で、この結果は ETH が成立する具体例の一つと言える。
初期状態の平均操作はなんら行われておらず、H定理のようなものも現れていないことに注意しよう。また、気体の構成粒子について適当な交換関係を課すことで、それに対応するボース分布関数やフェルミ分布関数を導くこともできる。
しかし剛体球気体のエネルギーがどれほど高ければ ETH が成り立つか、ETH に従うような固有状態の条件はよく分かっていない。 ラフな基準としては、粒子の平均のド・ブロイ波長が粒子の半径より充分小さく、系が古典カオスの特徴を示すことが挙げられる（実際、剛体球は有限の大きさを持つ）。

## 他の熱化に関する仮説
孤立量子系の熱化を説明する仮説として以下のものが提案されている:
1. 物理的に意味のある初期状態について、係数 {\displaystyle c_{\alpha }} は固有状態間で大きなゆらぎを示し、そのゆらぎはオブザーバブル {\displaystyle A_{\alpha \alpha }} の固有状態間のゆらぎとは完全に無相関である。そのため、対角アンサンブル上での和は実質的に、適当なエネルギー領域上での {\displaystyle A_{\alpha \alpha }} の値の不偏サンプリングになっている。充分大きな系について、この不偏サンプリングは前述のエネルギー領域上での {\displaystyle A_{\alpha \alpha }} の真の平均値に近い値を与え、その値はミクロカノニカルアンサンブルでの予測値を再現すると予想される。しかし、この機構は次のような欠点がある。典型的には、初期状態におけるオブザーバブルの期待値 {\displaystyle {\hat {A}}} が平衡状態での値から遠く離れているような状況に興味がある。この仮説が正しいとすれば、初期状態は {\displaystyle {\hat {A}}} に関するいくつかの情報を持っていなければならず、そうであれば初期状態がある適当なエネルギー領域上での {\displaystyle A_{\alpha \alpha }} の値の不偏サンプリングを表しているかどうかが疑わしくなる。更に、この仮説が成り立つかどうかによらず、この仮説は「任意の」初期状態が平衡状態へ至るかという疑問への回答を与えない。
2. 物理的に意味のある初期状態について、係数 {\displaystyle c_{\alpha }} は実質的に「定数」であり、ゆらがないと仮定する。この場合、対角アンサンブルはミクロカノニカルアンサンブルと正確に一致するため、両者の予測値がなぜ一致するのか、という疑問はなくなる。しかしこの仮定もまた前述の仮定と同様の欠点を持つ。
3. 可積分量子系は制御変数の適当な時間依存性の下で熱化することが証明されている。これは宇宙の膨張が量子アニーリングの制御変数に相当すると考えれば、基礎的な運動方程式が可積分であることが熱化の根本的な理由であることを示唆している。[8]

## 期待値の時間的なゆらぎ
ETH がオブザーバブルの対角成分に課した条件は対角アンサンブルとミクロカノニカルアンサンブルで予測値が一致する要因になっている。 これらの長時間平均が一致することはしかし、平均値からの時間的なゆらぎが小さいことを保証しない。つまり、長時間平均の一致は {\displaystyle {\hat {A}}} の期待値が長時間平均に等しい値に落ち着き、ほとんどすべての時刻でそこに留まることを保証しない。
オブザーバブルの期待値の時間的なゆらぎが小さくなるために必要な条件を示すため、以下に定義する時間ゆらぎの二乗平均振幅の振る舞いを述べる。
{\displaystyle {\overline {\left(A_{t}-{\overline {A}}\right)^{2}}}\equiv \lim _{\tau \to \infty }{\frac {1}{\tau }}\int _{0}^{\tau }\left(A_{t}-{\overline {A}}\right)^{2}dt.}
ここで {\displaystyle A_{t}} は時刻 {\displaystyle t} での {\displaystyle {\hat {A}}} の期待値を表す。この式は次のように展開できる：
{\displaystyle {\overline {\left(A_{t}-{\overline {A}}\right)^{2}}}=\sum _{\alpha \neq \beta }|c_{\alpha }|^{2}|c_{\beta }|^{2}|A_{\alpha \beta }|^{2}.}
長時間平均の時間的ゆらぎは、非対角成分が ETH の課す条件を満たす限り小さくなる。言い換えれば、非対角成分は系の大きさについて指数関数的に小さくなる。
ETH に従って非対角項の和が小さくなるとしても、位相が揃った状態では対角項に匹敵する大きさになり得る点には注意すべきである。このような状況では期待値への非対角項の寄与が大きいため、期待値は長時間平均から大きく外れた値を取ることになる。
上述の二乗平均振幅が充分小さい限り、系が長時間平均から大きく離れた状態になる時間は短くなることが保証されている。 
しかし動的対称性を系が示す場合、長時間平均の周りを周期的に振動することが知られている。

## 量子ゆらぎと熱ゆらぎ
オブザーバブルの期待値は、複製された量子状態のアンサンブルに対して繰り返し測定を行った結果の平均値を表している。そのため、期待値を主な対象として扱ったものの、それがどの程度まで物理的に関連のある量を表しているかは明らかではない。
量子ゆらぎにより、オブザーバブルの期待値は通常、孤立系に対する一つの測定結果と一致しない。しかし、ETH を満たすオブザーバブルについて、その期待値に対する量子ゆらぎは典型的に、伝統的なミクロカノニカルアンサンブルから予測される熱ゆらぎと同程度の大きさになることが示されている。
このことは、ETH が孤立量子系の熱化の要因となる基礎的なメカニズムであるという考えを裏付けている。

## 一般的な妥当性
今のところ、一般の相互作用系に対する ETH の解析的な導出は知られていない。
しかし、様々な種類の相互作用系について ETH が成り立っていることが、厳密対角化法により、これらの方法が示す不確かさの範囲で確認されている。
また、準古典極限における特殊な例で ETH が成立することが証明されており、ここで ETH の正当性はシュニレルマンの定理に依拠している。シュニレルマン定理は、古典カオス系において、エネルギー固有状態に対する演算子 {\displaystyle {\hat {A}}} の期待値が対応するエネルギー準位の古典的ミクロカノニカル平均に等しいことを示す定理である。
より一般の相互作用系について ETH が成立することを証明できるかは、いまだ未解決問題である。
また、多数の第一積分がある可積分系について、系が熱化せず、ETH が成り立たないことが知られている。
ETH は個々のオブザーバブルに関する主張であり、すべてのオブザーバブルが ETH に従うかどうかに関しては何も要求していない点には注意が必要である。
実際、すべてのオブザーバブルに対し成立するという考えは正しくない。与えられたエネルギー固有状態の基底に対し、ETH を破るような演算子を作ることは常に可能である。そのためには、与えられた基底を使い演算子を行列で表し、行列成分が ETH に明示的に従わないようすればよい。逆に、同じ方法で ETH に従う演算子を作ることも可能である。このことから、有用性において ETH は些末なもののように見えるかもしれない。しかし、重要なことは前述のように構成した演算子は物理的な意味を持たないということである。
このような行列を構成したとして、実際の実験において測定されるオブザーバブルに対応するか、物理的に興味のある量に類似しているかは明確ではない。系のヒルベルト空間上の任意のエルミート演算子は、物理的に測定可能な量に必ずしも対応しない。
典型的には、ETH は少数の粒子のみを含むようなオブザーバブルに対して成り立つと予想されている。
例として粒子気体中の与えられた運動量の占有や、粒子の格子系の特定サイトの占有などが挙げられる。
ETH はこれらのように単純な少数多体の演算子に対して通常適用されるが、 これらのオブザーバブルは局所性を必ずしも必要としない点は注意すべきである。
例えば、前述の運動量の占有を表す数演算子は局所的な量になっていない。
伝統的な統計力学の予測に反し、孤立した非可積分系において熱平衡化しない例も興味深い対象である。多体局在を示す無秩序系はこのような熱平衡化しない可積分系の候補であり、励起状態が基底状態に非常に近い熱力学特性を持つ可能性を持っている。 
完全に孤立し、静的な無秩序性を持たない非可積分系について、系が熱平衡化しない例が存在するかは未解決である。一つの興味深い可能性として
quantum disentangled liquid の実現が挙げられる。 また、すべての固有状態が熱平衡化する系において ETH に従うかも未解決である。